# Cayetano José Sarmiento Tunarrosa
Cayetano José Sarmiento Tunarrosa   (Arcabuco, 28 de març de 1987) és un ciclista colombià, ja retirat, que fou professional del 2007 al 2019. Inicià la seva carrera esportiva en diversos equips colombians,per fitxar el 2010 per l'Acqua & Sapone-D'Angelo & Antenucci gràcies a la seva victòria al Girobio de 2009. El 2012 fitxà pel Liquigas-Cannondale, equip que abandonà el 2015 per tornar a un equip colombià. Una vegada retirat passà a exercir tasques de director esportiu de l'equip Indeportes Boyacá Avanza.

## Palmarès
- 2007
  - Vencedor d'una etapa a la Volta a l'Equador
- 2008
  - 1r a la Clásica Marinilla i vencedor d'una etapa
  - 1r a la Clásica Nacional Ciudad de Anapoima i vencedor d'una etapa
  - Vencedor d'una etapa de la Volta a Colòmbia sub-23
- 2009
  - 1r al Girobio
  -  Medalla de plata als Campionats Panamericans en ruta sub-23
  -  Medalla de bronze als Campionats Panamericans en ruta
- 2012
  - Vencedor de la classificació de la muntanya al Critèrium del Dauphiné

### Resultats al Giro d'Itàlia
- 2010. 47è de la classificació general
- 2011. 33è de la classificació general
- 2013. 91è de la classificació general

### Resultats a la Volta a Espanya
- 2012. 60è de la classificació general